# ハンフリー・スタッフォード (スタッフォード伯)
スタッフォード伯爵ハンフリー・スタッフォード（英: Humphrey Stafford, Earl of Stafford, 1425年ごろ - 1458年5月22日）は、イングランド王国の貴族の子弟。スタッフォード伯爵（Earl of Stafford）の儀礼称号を称したが、爵位を継承することなく戦傷により死去した。

## 生涯
初代バッキンガム公爵ハンフリー・スタッフォードとアン・ネヴィル（1480年没）の長男として生まれた。双子の弟にヘンリーがいる。母方の祖父母は、初代ウェストモーランド伯ラルフ・ド・ネヴィルとジョーン・ボーフォートである。母方の伯父には、第5代ソールズベリー伯リチャード・ネヴィル（ウォリック伯「キングメーカー」の父）、最初ソールズベリー司教で後にダラム司教となったロバート・ネヴィル、初代ケント伯ウィリアム・ネヴィル、第3代バーガヴェニー男爵エドワード・ネヴィルなどがいる。また母方の叔母として、第3代ヨーク公リチャード・プランタジネットの妻で、イングランド王エドワード4世、ラトランド伯エドマンド、初代クラレンス公ジョージ・プランタジネット、イングランド王リチャード3世、エクセター公爵夫人アン、サフォーク公爵夫人エリザベス、ブルゴーニュ公爵夫人マーガレットなどの母であるセシリー・ネヴィルが有名である。他の母方の伯母には、第2代ノーサンバランド伯爵夫人エレノア・パーシー（旧姓ネヴィル）や第2代ノーフォーク公爵夫人キャサリン・モウブレイ（旧姓ネヴィル）がいる。
ハンフリーは、第一次セント・オールバンズの戦いにおいて、義父の指揮のもとランカスター家を支援して戦った。この戦いで重傷を負ったとみられ、最終的には1458年に傷かペストが原因で父親に先だって死去した。

## 結婚と子女
ハンフリーは、第2代サマセット公エドマンド・ボーフォートとエレノア・ビーチャムの娘であるマーガレット・ボーフォートと結婚した。ハンフリーの弟ヘンリーはマーガレットの同名の従妹（マーガレット・ボーフォート）と結婚した。ハンフリーの妻マーガレットは、第3代サマセット公ヘンリー・ボーフォート（ヘクサムの戦いの後、1464年5月15日に処刑）と第4代サマセット公エドマンド・ボーフォート（テュークスベリーの戦いの後、1471年5月6日に処刑）の姉妹であった。母方の祖父母は、第13代ウォリック伯リチャード・ド・ビーチャムとその最初の妻エリザベス・ド・バークリーである。父方では、スコットランド王妃ジョーン・ボーフォートの姪であり、マーガレット・ボーフォート（ヘンリー7世の母）の従妹であった。マーガレットは、第16代ウォリック女伯アン・ビーチャムの母方の姪であり、クラレンス公爵夫人イザベルおよび王妃アン・ネヴィルの従妹にあたる。
ハンフリーとマーガレットの間には、2男が生まれた。
- ヘンリー（1455年 - 1483年） - 1458年、父の死後はスタッフォード伯爵を称し、1460年7月10日のノーサンプトンの戦いで祖父の初代バッキンガム公ハンフリー・スタッフォードが亡くなった後、バッキンガム公爵位を継承した[4]。
- ハンフリー